# Stora Sjöfallets Nationalpark
67°29′N 18°21′Ø / 67.483°N 18.350°Ø
Stora Sjöfallets Nationalpark er en nationalpark i Gällivare og Jokkmokks kommun i Lappland i Sverige. Parken grænser mod vest til Sarek Nationalpark og mod øst til naturreservatet Sjaunja. Den regulerede sø Akkajaure strækker sig gennem den største del af området. Vandfaldet Stora Sjöfallet, som en gang ansås for at være blandt de flotteste i Europa, men som i dag kun undtagelsesvis har så meget vandgennemstrømning, ligger i nærheden af Vietas nedenfor Akkajaures udløb mod syd, og var den oprindelige grund til at man oprettede nationalparken i  1909. 
I forbindelse med byggeriet af  Suorvadæmningen anlagdes en vej (den kaldes "Vägen västerut" efter en tv-serie der var populær i byggeperioden) som strækker sig gennem en stor del af nationalparken. Der forekommer påvirkninger i form af  grusbanker, kraftledninger og ved Suorvadæmningen et vindkraftværk, som har sat spørgsmålstegn ved områdets status som nationalpark . Mod vest ligger det store bjergmassiv Akkamassivet og mod nord den lange bjergsstrækning Kallaktjåkko som grænser til Teusadalen. 